# Hybanthus yucatanensis
Hybanthus yucatanensis är en violväxtart som beskrevs av Charles Frederick Millspaugh. Hybanthus yucatanensis ingår i släktet Hybanthus och familjen violväxter. Inga underarter finns listade i Catalogue of Life.